# Рафаел Бандейра
Рафаел Алешандре Бандейра Фонсека (порт. Rafael Alexandre Bandeira Fonseca, 31 січня 2001, Алмада) — португальський футболіст, правий захисник «Кривбаса».

## Клубна кар'єра
Рафаель Бандейра народився 31 січня 2001 року у місті Алмада. Він є вихованцем португальських клубів «Алмада» та «Кова да П'єдаде», після чого п'ять років провів в академії столичного «Спортінга», а в 17 років перейшов до туринського «Ювентуса», де грав за молодіжні команди U-17 та U-19, а у сезоні 2019/20 виступав за резервну команду «Ювентус U-23» у Серії С.
Надалі грав у Франції за «Ам'єн», але на поле виходив нечасто, тому на початку 2022 року повернувся на батьківщину і став гравцем «Академіки» (Візеу) з другого дивізіону країни. Тут захиснику вдалось стати основним гравцем, але у серпні 2023 року проти нього почалось дисциплінарне розслідування, що завершилось розривом контракту у жовтні.
18 листопада 2023 року підписав трирічний контракт з криворізьким «Кривбасом», ставши першим португальцем в історії клубу. Дебютував за криворіжців в рамках УПЛ 23 лютого 2024 року у виїзній грі проти «ЛНЗ» (3:0). Першим влучним м'ячем в еліті українського футболу відзначився 20 квітня того ж року у ворота одеського «Чорноморця» (2:1).

## Виступи за збірну
У 2018—2019 роках провів 7 матчів за юнацьку збірну Португалії U-18.